# Damochka.ru
Damochka.ru — старейший сайт знакомств в российском Интернете. Стартовав летом 2001 года, проект предлагал посетителям знакомиться при помощи игр, что и стало девизом сайта — знакомься играючи. На тот момент в состав портала входило две многопользовательские онлайн игры — «Любовь с первого клика», интернет-версия популярной телевизионной передачи, и «Гюльчатай», русскоязычная адаптация сервиса оценок фотографий.

## История
Сайт Damochka.ru был создан в 2001 году совместно интернет-холдингом eHouse и российским программистом Александром Антоновым, создателем «Русского музыкального портала» (RMP.ru),
представив своим пользователям многопользовательскую онлайн-игру с возможностью знакомств «Знакомься играючи», став тем самым одним из первых в России сайтов знакомств. Позже были разработаны ещё несколько аналогичных игр: «Любовь с первого клика», «О, щас лифчик» и другие. Кроме того, Damochka.ru стал первым сайтом, предложившим своим пользователям сервис мгновенного обмена сообщениями, а также, позиционируя себя в качестве симбиоза социальной сети и службы знакомств, дал пользователям возможность вести интернет-дневники. Благодаря этому сайт быстро стал популярным.
В 2006 году eHouse продал Rambler Media Group (RMG) 51 % акций компании «Пэйнтиум», управляющей сервисом Damochka.ru. На тот момент система Damochka.ru насчитывала 1,7 млн пользователей, в том числе 700 тысяч активных, и оценивалась в $3,3 млн Из-за падения популярности сайта, потери им доли рынка и неудачной попыткой интегрировать систему с другими сервисами «Рамблер», RMG понесла убытки за два года в размере $3,2 млн В результате проект Damochka.ru был выкуплен обратно холдингом eHouse, который попытался перезапустить сайт, превратив его в женский шопинг-клуб.
В марте 2012 года был выставлен на продажу. В июле 2012 года проект был куплен пермской компанией ООО «Майлав», управляющей системой сайтов знакомств. В 2019 году компания была переименована как ООО «Лав.РУ».
В 2025 году Damochka.ru является одним из зеркал сайта для знакомств love.ru. 